# Погодин, Алексей Иванович (генерал-лейтенант)
 Алексей Иванович Погодин  (1857— после 1919) — начальник Морского инженерного училища, генерал-лейтенант Корпуса инженер-механиков флота.

## Биография
Алексей Иванович Погодин родился 17 марта 1857 года в семье священника . В службе с 1875 года. В 1878 году окончил механическое отделение Технического училища Морского ведомства в Кронштадте и произведён в кондукторы Корпуса инженер-механиков флота (КИМФ). С 1879 года в офицерском чине. С 1880 года служил минным механиком.
В 1882 году окончил механическое отделение Николаевской морской академии и в 1884 году произведён в подпоручики КИМФ.
В 1886 году зачислен в службу по Адмиралтейству и назначен преподавателем в Морское инженерное училище. В 1895 году произведён в старшие инженер-механики. 29 мая 1900 года назначен инспектором классов Морского инженерного училища, в 1901 году произведён в подполковники по Адмиралтейству за отличие.
В 1905 году был вновь переведён в Корпуса инженер-механиков флота с производством в полковники. В 1909 году за отличие в произведён в генерал-майоры.
22 марта 1915 года за отличную ревностную службу и особыми требованиями вызванные обстановкой войны пожалован чином инженер-механика генерал-лейтенанта, со старшинством с 1 января 1915 года.
С марта 1917 года и после октябрьской революции исполнял обязанности начальника Морского инженерного училища до мая 1919 года. В сентябре 1917 года училище руководил переездом училища из Кронштадта в Петроград в здание Политехнического института, а в августе 1918 года - перебазированием училища в здание Морского корпуса. 4 октября 1918 года училище было расформировано, но Погодин продолжил работу преподавателем старшего курса, которому разрешили окончить образование. 
Алексей Иванович Погодин был женат, имел шесть детей. Умер Погодин после 1919 года.

## Награды
- Орден Святого Владимира 4 степени (1907) с надписью «За 25 кампаний»
- Орден Святого Владимира 3 степени (1910)
- Орден Святого Станислава 1 степени (1913)
- Орден Святой Анны 1 степени (10 апреля 1916)
- светло-бронзовая медаль «В память 300-летия царствования дома Романовых» (1913);
- светло-бронзовая медаль «В память 200-летия морского сражения при Гангуте» (1915)[1].